# Секретные материалы (комиксы)
Секретные материалы (англ. The X-Files) — серия комиксов, выпущенных издательствами Topps Comics, DC Comics, Dark Horse Comics и WildStorm по мотивам одноименного телесериала Криса Картера.

## История публикации
Основная серия, состоящая из 41 выпуска, выходила с января 1995 по сентябрь 1998 года под эгидой издательства Topps Comics — действие выпусков происходило в период 2 — 5 сезонов телесериала.
Также было выпущено две мини-серии: Обратный отсчёт (англ. Ground Zero) из 4 выпусков (декабрь 1997 — март 1998) и Первый сезон (англ. Season One), состоящий из 8 выпущенных и 3 неизданных выпусков (август 1997 — июль 1998).
Дайджест состоял из трёх выпусков, издаваемых с интервалом в 5 месяцев с декабря 1995 по сентябрь 1996: Большая нога, тёплое сердце (англ. Big Foot, Warm Heart), Послание миру от мертвеца (англ. Dead to the World) и Козлы отпущения (англ. Scape Goats). В них вошли истории из комикс-серии Ray Bradbury Comics.
Кроме того, было издано несколько специальных выпусков для Hero Illustrated Special (в марте 1995), а также графическая новелла (англ. Afterflight) (август 1997).
WildStorm начал публикацию со специального выпуска в августе 2008. Выпуск был приурочен к релизу второго фильма. Сюжет — Френка Спотница, рисунки Брайан Дэнхэма. Также у Спотница был подписан контракт ещё на два выпуска.
В июле 2010 года состоялась премьера новой серии от WildStorm и IDW — кросс-овер сериала с комикс-серией ужасов о вампирах 30 дней ночи, который получил неплохие отзывы. В итоге было издано 6 выпусков, написанных создателем вампирской саги, Стивом Найлзом и Адамом Джонсом, в которых Малдер и Скалли оказываются на Аляске, расследуя зверские убийства, совершённые группой вампиров.

## Список выпусков

### Topps Comics

#### Основная серия
1. Not To Be Opened Until X-Mas
2. The Dismemberance Of Things Past
3. A Little Dream Of Me / The Return
4. Firebird, Part One: Khobka’s Lament
5. Firebird, Part Two: Crescit Eundo
6. Firebird, Part Three: A Brief Authority
7. Trepanning Opera
8. Silent Cities Of The Mind, Part One
9. Silent Cities Of The Mind, Part Two
10. Feelings Of Unreality, Part One: Wheels Within Wheels
11. Feelings Of Unreality, Part Two: The Ancient of Days
12. Feelings Of Unreality, Part Three: Nightmare of History
13. One Player Only
14. Falling
15. Home Of The Brave, Part One: The New World
16. Home Of The Brave, Part Two: A Question Of Ownership
17. Thin Air
18. Night Lights, Part One
19. Night Lights, Part Two
20. Family Portrait, Part One: Gallery
21. Family Portrait, Part Two: The Camera Eye
22. The Kanashibari
23. Donor
24. Silver Lining
25. Be Prepared, Part One
26. Be Prepared, Part Two
27. Remote Control, Part One
28. Remote Control, Part Two
29. Remote Control, Part Three
30. Surrounded, Part One
31. Surrounded, Part Two
32. Crop Duster
33. Soma
34. Skybuster
35. N.D.E., Part One
36. N.D.E., Part Two
37. The Face of Extinction
38. Cam Ranh Bay
39. Scum of the Earth
40. Devil’s Advocate
41. Severed

#### Специальные выпуски
- Annual #1: Hallow Eve
- Annual #2: E.L.F.s
- −1. Trick Of The Light
- −2. The Pit / The Silent Sword
- 1/2. Tiptoe Through The Tulpa
- Graphic Novel: Afterflight
- Ground Zero
- The X-Files: Fight The Future. Movie Adaptation

#### Дайджесты
1. Big Foot, Warm Heart
2. Dead to the World
3. Scapegoats

#### Первый сезон
1. Pilot
2. Deep Throat
3. Conduit
4. Squeeze
5. Shadows
6. Ice
7. Space
8. Fire
9. Beyond The Sea

### Dark Horse Comics
- Dark Horse Extra #34. The Lone Gunmen: Generations
- The Lone Gunmen. Special: Patriots & Generations

### Wildstorm

#### Основная серия
1. The X-Files #0
2. The X-Files #1
3. The X-Files #2
4. The X-Files #3
5. The X-Files #4
6. The X-Files #5
7. The X-Files #6

#### Секретные материалы / 30 дней ночи
Издательство Wildstorm совместно с IDW Publishing:
1. The X-Files / 30 Days Of Night #1
2. The X-Files / 30 Days Of Night #2
3. The X-Files / 30 Days Of Night #3
4. The X-Files / 30 Days Of Night #4
5. The X-Files / 30 Days Of Night #5
6. The X-Files / 30 Days Of Night #6

### Секретные материалы: 10 сезон
IDW и 20th Century Fox представляют официальное продолжение сериала "Секретные материалы" в формате комиксов.
1. Поверившие / Believers. Часть 1 из 5
2. Поверившие / Believers. Часть 2 из 5
3. Поверившие / Believers. Часть 3 из 5
4. Поверившие / Believers. Часть 4 из 5
5. Поверившие / Believers. Часть 5 из 5
6. Хозяин-2 / Hosts. Часть 1 из 2
7. Хозяин-2 / Hosts. Часть 2 из 2
8. Во имя мистера Х
9. Стрекот
10. Новые размышления Курильщика
11. Странники. Часть 1 из 5
12. Странники. Часть 2 из 5
13. Странники. Часть 3 из 5
14. Странники. Часть 4 из 5
15. Странники. Часть 5 из 5
16. Непорочность. Часть 1 из 2
17. Непорочность. Часть 2 из 2